# Triaeris equestris
Triaeris equestris är en spindelart som beskrevs av Simon 1907. Triaeris equestris ingår i släktet Triaeris och familjen dansspindlar.
Artens utbredningsområde är Principe. Inga underarter finns listade i Catalogue of Life.